# Omio
Omio（オミオ）は、ヨーロッパの航空、鉄道、バスの価格と所要時間を比較することができる交通情報検索サービス。2013年にベルリンで設立された。運営は株式会社GoEuro（ゴーユーロ）。

## 歴史
創業者のNaren Shaamはヨーロッパ旅行を旅行した際に、鉄道やバスの予約を複数のサイトで行わなければならないのは難しいと感じ、鉄道、バス、フライトの全ての価格と所要時間を1回の検索で比較できるサービスを立ち上げるために、2013年にGoEuroを設立した。
事業はHasso Plattner VenturesとBattery Venturesから400万ドルの資金を受け取った後、2013年5月にスタートした。
2013年夏、ドイツ向けのベータ版が公開された後、2014年1月にイギリスとスペイン向けにも拡大した。1月中旬には、Lakestarによる数百万ドルの資金調達を受けたことを発表した。
2015年12月9日、GoEuroは投資銀行会社であるゴールドマン・サックスから、いわゆるシリーズBで4500万ドルの資金調達を受けた。この資金は、事業拡大とサービス品質の向上に使用される予定である。
2019年2月に、サービス名を社名と同じGoEuroからOmioと改名した。

## 創業者
創業者のNaren Shaamはインド生まれで、アメリカで教育を受けた。アメリカでは、ハーバード大学でビジネスの学位を取得する前に、自動車業界で数百万ドル規模のビジネスプロジェクトのマネージャーとして働いていた。大学を卒業した後は、ニューヨークで金融関係の仕事をしていた。
2012年4月に、彼はGoEuroを設立するためにベルリンに移住した。